# Camilo Ayala
Camilo Andrés Ayala Quintero (Medellín, Antioquia, Colombia; 23 de junio de 1986) es un exfutbolista colombiano. Jugaba de mediocampista y actualmente se desempeña como Director técnico en el Deportivo Pasto de la Categoría Primera A de Colombia.

## Trayectoria
Llega al América de Cali en el 2011.
El 20 de junio de 2011 renuncia al América, por incumplimientos en el pago de los salarios. Posteriormente consigue su paso al club Tianjin Teda del fútbol de China. Para el año 2015 ficha con Atlético Huila. En el 2016 es contratado por el América de Cali para jugar el Torneo Águila de segunda división.

## Trayectoria como entrenador

### Deportivo Pasto
El 29 de diciembre de 2024 es oficialmente nombrado director técnico del Deportivo Pasto para afrontar el torneo Apertura de la Categoría Primera A de Colombia.

## Clubes

### Como jugador
| Club                         | Div.          | Temporada     | Liga  | Liga  | Copas | Copas | Internacional | Internacional | Total | Total |
| Club                         | Div.          | Temporada     | Part. | Goles | Part. | Goles | Part.         | Goles         | Part. | Goles |
| ---------------------------- | ------------- | ------------- | ----- | ----- | ----- | ----- | ------------- | ------------- | ----- | ----- |
| Córdoba F. C. · Colombia     | 2.ª           | 2007          | 11    | 0     | -     | -     | -             | -             | 11    | 0     |
| Córdoba F. C. · Colombia     | Total club    | Total club    | 11    | 0     | 0     | 0     | 0             | 0             | 11    | 0     |
| Deportivo Cali · Colombia    | 1.ª           | 2008          | 36    | 0     | 0     | 0     | -             | -             | 36    | 0     |
| Deportivo Cali · Colombia    | 1.ª           | 2009          | 17    | 2     | 0     | 0     | -             | -             | 17    | 2     |
| Deportivo Cali · Colombia    | 1.ª           | 2010          | 4     | 0     | 0     | 0     | -             | -             | 4     | 0     |
| Deportivo Cali · Colombia    | Total club    | Total club    | 57    | 2     | 0     | 0     | 0             | 0             | 57    | 2     |
| La Equidad · Colombia        | 1.ª           | 2010          | 15    | 3     | 0     | 0     | -             | -             | 15    | 3     |
| La Equidad · Colombia        | 1.ª           | 2013          | 22    | 0     | 3     | 0     | 6             | 0             | 31    | 0     |
| La Equidad · Colombia        | Total club    | Total club    | 37    | 3     | 3     | 0     | 6             | 0             | 46    | 3     |
| América de Cali · Colombia   | 1.ª           | 2011          | 12    | 0     | 2     | 0     | -             | -             | 14    | 0     |
| América de Cali · Colombia   | 2.ª           | 2016          | 31    | 1     | 4     | 0     | -             | -             | 35    | 1     |
| América de Cali · Colombia   | 1.ª           | 2017          | 34    | 0     | 1     | 0     | -             | -             | 35    | 0     |
| América de Cali · Colombia   | Total club    | Total club    | 77    | 1     | 7     | 0     | 0             | 0             | 84    | 1     |
| Atlético Huila · Colombia    | 1.ª           | 2011          | 16    | 0     | 0     | 0     | -             | -             | 16    | 0     |
| Atlético Huila · Colombia    | 1.ª           | 2012          | 23    | 0     | 1     | 0     | -             | -             | 24    | 0     |
| Atlético Huila · Colombia    | 1.ª           | 2015          | 21    | 1     | 2     | 0     | -             | -             | 23    | 1     |
| Atlético Huila · Colombia    | Total club    | Total club    | 60    | 1     | 3     | 0     | 0             | 0             | 63    | 1     |
| Alianza Petrolera · Colombia | 1.ª           | 2014          | 29    | 0     | 2     | 0     | -             | -             | 31    | 0     |
| Alianza Petrolera · Colombia | Total club    | Total club    | 29    | 0     | 2     | 0     | 0             | 0             | 31    | 0     |
| Águilas Doradas · Colombia   | 1.ª           | 2018          | 39    | 2     | 2     | 0     | -             | -             | 41    | 2     |
| Águilas Doradas · Colombia   | Total club    | Total club    | 39    | 2     | 2     | 0     | 0             | 0             | 41    | 2     |
| Deportivo Pasto · Colombia   | 1.ª           | 2019          | 31    | 2     | 2     | 0     | -             | -             | 33    | 2     |
| Deportivo Pasto · Colombia   | 1.ª           | 2020          | 19    | 1     | 2     | 0     | 1             | 0             | 22    | 1     |
| Deportivo Pasto · Colombia   | 1.ª           | 2021          | 29    | 0     | 4     | 1     | 0             | 0             | 33    | 1     |
| Deportivo Pasto · Colombia   | 1.ª           | 2022          | 35    | 1     | 2     | 0     | -             | -             | 37    | 1     |
| Deportivo Pasto · Colombia   | 1.ª           | 2023          | 34    | 3     | 2     | 0     | -             | -             | 36    | 3     |
| Deportivo Pasto · Colombia   | 1.ª           | 2024          | 12    | 0     | 0     | 0     | -             | -             | 12    | 0     |
| Deportivo Pasto · Colombia   | Total club    | Total club    | 160   | 7     | 12    | 1     | 1             | 0             | 173   | 8     |
| Total carrera                | Total carrera | Total carrera | 470   | 16    | 29    | 1     | 7             | 0             | 506   | 17    |

### Como entrenador
| Deportivo Pasto · Colombia | 1.ª   | 2025  | 22 | 9 | 6 | 7 | 4 | 2 | 1 | 1 | - | - | - | - | 26 | 11 | 7 | 8 | 51.28% | 32 | 27 | +5 |
| Deportivo Pasto · Colombia | Total | Total | 22 | 9 | 6 | 7 | 4 | 2 | 1 | 1 | - | - | - | - | 26 | 11 | 7 | 8 | 51.28% | 32 | 27 | +5 |
| 1. 2.                      |       |       |    |   |   |   |   |   |   |   |   |   |   |   |    |    |   |   |        |    |    |    |

## Palmarés

### Campeonatos nacionales
| Título    | Club            | País     | Año  |
| --------- | --------------- | -------- | ---- |
| Primera B | América de Cali | Colombia | 2016 |